# Ruth et Alex
Pour plus de détails, voir Fiche technique et Distribution.
Ruth et Alex (5 Flights Up) est un film dramatique américain réalisé en 2014 par Richard Loncraine et tiré du roman Heroic Measures de Jill Ciment.

## Synopsis
Ruth (Diane Keaton) et Alex Carver (Morgan Freeman) sont mariés depuis presque quarante ans. Le couple a toujours vécu dans le même appartement à New York jusqu'à ce qu'ils décident un jour de le mettre en vente. Mais déménager signifie quitter un appartement riche en souvenirs personnels…

## Fiche technique
- Titre original : 5 Flights Up
- Titre français : Ruth et Alex
- Réalisation : Richard Loncraine
- Scénario : Charlie Peters, d'après le roman Heroic Measures de Jill Ciment
- Direction artistique : Scott Dougan
- Décors : Alexandra Mazur
- Costumes : Arjun Bhasin
- Photographie : Jonathan Freeman
- Montage : Andrew Marcus
- Musique : David Newman
- Production : Curtis Burch, Morgan Freeman, Lori McCreary, Tracy Mercer et Charlie Peters
- Sociétés de production : Lascaux Films, Latitude Productions et Revelations Entertainment
- Société de distribution : Focus World (États-Unis)
- Pays d'origine :  États-Unis
- Langue originale : anglais
- Formats : couleur
- Genre : drame
- Durée : 92 minutes
- Dates de sortie : 
  -  Canada : 5 septembre 2014 (Festival international du film de Toronto)
  -  Belgique : 28 janvier 2015
  -  États-Unis : 8 mai 2015
  -  France : 14 octobre 2015 (directement en DVD)

## Distribution
- Diane Keaton (VF : Anne Plumet) : Ruth Carver
- Morgan Freeman (VF : Benoît Allemane) : Alex Carver
- Carrie Preston : Miriam Carswell
- Cynthia Nixon (VF : Nolwenn Korbell) : Lily Portman
- Alysia Reiner : Blue Leggings
- Sterling Jerins (en) (VF : Lily Maffeis) : Zoe
- Claire van der Boom (VF : Louison Pochat) : Ruth jeune
- Korey Jackson (VF : Tangi Daniel) : Alex jeune
- Jordan Baker : la mère de Ruth
- Josh Pais : Jackson
- Eric Sheffer Stevens (VF : Éric Antoine) : M. Schuyler
- Hani Furstenberg : Mme Schuyler
- Maury Ginsberg (VF : Arnaud Stéphan) : Dr Kramer
- Diane Ciesla : May
- Gary Wilmes : M. Vincent
- Ted Sod (VF : Thierry Barbet) : M. Rahim
- Marcia DeBonis : la femme au sweat
- Jackie Hoffman : la femme 'eh'
- Miriam Shor : Une femme cool